# Mourvèdre
Mourvèdre (også kendt som Monastrell eller Mataró) er en blå druesort, der bruges til vinfremstilling. Den bruges i blandinger, hvor den giver farve og alkohol. I Frankrig bruges Mourvèdre bl.a. i og omkring Rhône. Den bliver brugt til fremstilling af Châteauneuf du Pape, hvor Grenache og Syrah har hovedvægten af druesammensætningen.
Mourvèdre bruges også som blandingsdrue bl.a. i Australien, hvor den også kendes under navnet Mataró. I Spanien, hvorfra druen formentlig stammer, kendes den som Monastrell.